# 8214 Mirellalilli
8214 Mirellalilli è un asteroide della fascia principale. Scoperto nel 1995, presenta un'orbita caratterizzata da un semiasse maggiore pari a 2,6387468 UA e da un'eccentricità di 0,0546515, inclinata di 14,33763° rispetto all'eclittica.
L'asteroide è dedicato alla moglie dello scopritore Mirella Lilli.